# すだちtoかぼす
すだちtoかぼすは、日本のものまねお笑いコンビである。1999年結成。2002年解散。

## メンバー
- 東郷淳　（1970年7月16日 - ）東京都出身。
父方の祖母に小夜福子、実母に流けい子(旧芸名・八千代環)と二人の宝塚歌劇団卒業生がいる。
解散後はピンのモノマネ芸人として活動。
- 金野忠義（1977年6月20日 - ）
解散後は芸能界から引退。

## 概要
素人ものまね名人が参加するフジテレビ系列『発表!日本ものまね大賞』にて、東郷は1998年の第31回大会で優勝、金野は1999年の第32回大会で優勝する。2人はそれぞれプロへと転身し、後に『すだちtoかぼす』を結成する。コンビ名の由来は、当時の一番自信のあったネタがゆずのモノマネであったため、「ゆず」からインスピレーションを受けて名付けられた。
結成後はライブ活動と並行して、フジテレビ系列のモノマネ番組に参加。2000年に参加したフジテレビ系列『第25回 爆笑!スターものまね王座決定戦スペシャル』にて、史上唯一となる全対戦で100点満点を獲得し優勝する。
2002年解散。解散後は東郷は芸能活動を継続し、金野は芸能界から引退。

## レパートリー
- H2O
- 井上陽水と奥田民生
- 井上陽水と玉置浩二
- 狩人
- KinKi Kids
- クリスタルキング
- 桑田佳祐・Mr.Children
- 19
- CHEMISTRY
- X JAPAN
- ポルノグラフィティ
- CHAGE and ASKA
- B'z
- ゆず